# Фердинанд Манліхер
Фердинанд Карл Адольф Йозеф Ріттер фон Манліхер (нім. Ferdinand Karl Adolf Josef, Ritter von Mannlicher; 30 січня 1848 — 20 січня 1904) — австрійський інженер, конструктор магазинної та автоматичної гвинтівки та самозарядного пістолета.
До 1886 головний інженер Північної залізниці імператора Фрідріха. З 1878 року — інженер-зброяр в фірмі «Остеррайхіше Ваффенфабрік-Гезельшафт». Його ім'ям названа гвинтівка Манліхера.

## Біографія
Фердинанд Манліхер народився у 1848 та отримав відмінну інженерну підготовку. Йому швидко вдалося зробити собі ім'я як інженеру-шляховику, однак Манліхера завжди цікавила вогнепальна зброя. Це хобі згодом перетворилося на професію та забезпечило успіх і солідну репутацію фірмі «Остеррайхіше Ваффенфабрік-Гезельшафт».
У 1876 р., побувавши на Всесвітній виставці в Філадельфії, зацікавився конструюванням стрілецької зброї. У 1880 р створив гвинтівку з прикладним, трубчастим магазином, 1885 року зі серединним магазином, а також 11-мм автоматичну, теж із серединним магазином. 1886 року гвинтівка Манліхера була прийнята на озброєння австро-угорської армії, наступного року він запропонував аналогічну зброю з револьверним магазином, в 1894 р. виготовив кавалерійський карабін з дворядним магазином та автоматичну гвинтівку з нерухомим стволом, ще через два роки — гвинтівку із затвором, який обертався. Крім того, Манліхер створив кілька моделей автоматичних пістолетів (Манліхер М96, Манліхер1905). Його гвинтівки були на озброєнні в арміях Австро-Угорщини, Болгарії, Голландії, Греції (Манліхер-Шенауер 1903 \\14), Італії (Манліхер-Каркано-91) та Румунії.